# 2020年聯合國安全理事會選舉
2020年聯合國安全理事會選舉於6月17至18日第74屆聯合國大會會期間在美國紐約市聯合國總部舉行，旨在選出自2021年1月1日起任期2年的5個聯合國安理會非常任理事國席次。
根據安理會的輪換規則，10個非常任理事國將在各個區域集團之間輪換，並且由聯合國會員國以無記名方式投票選出，該次選舉更換的5個席次分配如下：
- 1個非洲集團席次
- 1個亞洲－太平洋集團（英语：Group of Asia and the Pacific Small Island Developing States）席次[1]
- 1個拉丁美洲和加勒比集團（英语：Latin American and Caribbean Group）席次
- 2個西歐和其他國家集團（英语：Western European and Others Group）席次

依據得票數排列，於第2天的第二輪投票後當選的國家分別是墨西哥、印度、挪威、愛爾蘭和肯亞，5個成員國將在2021－2022年間任職於安理會。
此外由於2019冠狀病毒病疫情影響，該次選舉是在特殊條件下舉行，各國駐聯合國代表須逐批在指定時間以交錯的方式投票，而非以往將全體代表聚集在會議廳。

## 參選成員國

### 亞洲－太平洋集團
- 印度[5]
- 阿富汗（2013年退出）[6][7]

### 非洲集團
- [8]
- [9]

### 西歐和其他國家集團
- 加拿大[10]
- 爱尔兰[11][12]
- 挪威[13]
- 圣马力诺（2016年3月退出）[14][15]

### 拉丁美洲和加勒比集團
- 墨西哥[16]

## 背景

### 非洲集團
肯尼亚和吉布地對非洲集團的席次展開激烈競爭，該席次傳統上由非洲不同區域的國家輪流擔任，每次由一個區域商議出候選國，因此較少有爭議發生。該次選舉由東非派出代表參選，而非洲聯盟常駐代表委員會以37比13的票數支持肯亞獲得席次，但吉布地對該結果提出質疑並表示肯亞已擔任2次安理會成員，是次選舉應由吉布地取得席次。此外，吉布地亦指出其被排除在外的原因是該國與其他2個已擔任安理會成員的非洲國家同屬法語圈。
競選期間，兩國均強調了其對聯合國維和行動的支持與貢獻，肯亞重申2019年肯亞外交部長莫妮卡·朱馬在阿迪斯阿貝巴舉行的競選發布會上所做出的10點承諾，包括建立溝通橋梁、支援維和行動、區域和平與安全、反恐、促進性別平等、完善青年權利、人道主義及救援、正義、人權與民主、永續發展目標以及環境與氣候變遷，朱馬允諾肯亞將會利用該席次促進聯合國安理會與非洲聯盟和平與安全理事會之間的合作，並指出聯合國常拒絕向非洲聯盟駐索馬利亞特派團等維和組織提供資助，肯亞將尋求安理會向非洲的和平與反恐行動提供明確的任務方向及財政支持。肯亞也指責吉布地因拒絕退出競選而為非洲帶來「不光彩和恥辱」，吉布地則表示非洲聯盟提名肯亞的過程是「非法的」。
肯亞由於得到非洲聯盟的支持而被認為是較受歡迎的國家，但吉布地亦受到伊斯蘭合作組織、阿拉伯國家聯盟及法文國家及地區國際組織的支持，並表示會積極競選到底。吉布地批評肯亞與索馬利亞的邊境爭端，暗示其不適合處理和解決國際安全問題和各國爭端。肯吉兩國都宣稱得到中華人民共和國的支持，但包括安全研究所政治學家馬丁·奧盧（Martin Oloo）在內的非洲專家表示，中華人民共和國需要承擔支持吉布地的風險，因為肯亞受到大多數西方國家的支持。

### 西歐和其他國家集團
愛爾蘭、挪威和加拿大之間的席次競爭，被認為將非常激烈。2018年，愛爾蘭邀請聯合國外交人員參與四人搖滾樂團U2樂團舉行的音樂會，而加拿大也同樣邀請其前往席琳·狄翁的演唱會。2019年，加拿大試圖透過向聯合國外交人員提供肉汁乾酪薯條以爭取其支持，挪威則藉由發放華夫餅作為回應，而愛爾蘭則在聯合國舉辦了聖派翠克節。
聯合國外交人員認為由於挪威長期致力於外交參與和多邊主義，因此被看好成為取得安理會席次的候選國。挪威是3個候選國中向聯合國提供最多預算的國家，亦是全球最慷慨的對外捐助國，該國將其國內生產總值的1％以上用於國際發展。此外，挪威在調解拉丁美洲和中東地區衝突方面的外交參與也加強其候選的資格。
愛爾蘭強調了其作為島嶼國家所具有的獨特視角，以及該國長期對國際安全和多邊主義的堅持和承諾。愛爾蘭在聯合國維和部隊中派駐了628名軍官，成為維和部隊的最大的人均派遣國之一，且自1958年以來愛爾蘭在維和行動方面擁有可靠的表現，而其作為該次選舉中唯一的歐盟成員國，亦得到歐洲聯盟的支持。鑒於該國在英國脫歐的談判中表達不滿的立場，並且是3個候選國中擔任安理會成員時間最短的國家，上述因素被認為將影響聯大對愛爾蘭的同情態度。
加拿大曾在2010年的選舉中失利，造成當時國內對於該次競選失敗展開了激烈的政治辯論。因此加拿大針對2020年的選舉投入很大心力，其在競選中共花費174萬美元，僅次於挪威的280萬美元，並雇用13名全職工作人員。加拿大總理賈斯汀·杜魯道和全球事務部部長商鵬飛也積極投入該場選舉，但該國的競選障礙包括其在3個候選國中擔任安理會成員的時間最長、外交政策上長期支持以色列等。

## 選舉結果
2019冠狀病毒病疫情為傳統的選舉過程創造新的難題，各候選國以電話或遠端會議軟體Zoom進行選舉遊說，各國代表須配戴口罩並保持安全距離，在不同時段前往聯合國大會會議廳投票。
非常任理事國的5個空缺席次在第一輪的投票中選出4席，而非洲集團席次的兩個候選國因均未得到2／3的多數支持而需在第2天進行第二輪投票。

### 非洲和亞太集團

#### 第1天
| 非洲和亞太集團選舉結果 | 非洲和亞太集團選舉結果 |
| ---------------------- | ---------------------- |
| 候選國                 | 第一輪                 |
| 印度                   | 184                    |
|                        | 113                    |
|                        | 78                     |
| 棄權                   | 0                      |
| 所需的多數票           | 128                    |

印度以184票贏得亞洲－太平洋集團席次，為該國第8次擔任安理會非常任理事國。印度總理納倫德拉·莫迪在推特上推文慶祝這一結果，並重申「印度將與所有成員國合作，促進全球和平、安全、恢復力和公平」，印度外交部部長蘇傑生同時強調該國將致力於改革聯合國安理會，其認為安理會是「一個與多變的國際現實完全不同步的機構」，印度將為多邊體系的改革帶來新方向（New Orientation for a Reformed Multilateral System (NORMS)）。
非洲集團席次的2個候選國在第一輪投票中均未取得2／3的多數支持，因此將在第2天舉行第二輪投票。肯亞總統烏胡魯·甘耶達在第1天帶給各國代表的訊息中表示如果肯亞當選，將推動全球和平、團結和多邊主義的泛非主義事項。

#### 第2天
| 非洲集團選舉結果 | 非洲集團選舉結果 |
| ---------------- | ---------------- |
| 候選國           | 第二輪           |
|                  | 129              |
|                  | 62               |
| 棄權             | 0                |
| 所需的多數票     | 128              |

肯亞在非洲集團的第二輪投票中以一票之差取得2/3的多數支持，獲得安理會席次，成為既突尼西亞和尼日之後，目前安理會的第三個非洲成員國。肯亞總統烏胡魯·甘耶達表示此次的勝利是「證明肯亞作為一個堅定可靠的發展伙伴，在國際社會的知名度和影響力正不斷提升」，且感謝吉布地成為「一個有價值的反對者」，他亦重申該國在競選期間允諾的十點事項，並承諾將會「努力傳達和鞏固非洲在安理會的立場」。吉布地外交部長馬哈茂德·阿里·優素福則在推特上祝賀肯亞的當選。

### 拉美和加勒比集團
| 拉丁美洲和加勒比集團選舉結果 | 拉丁美洲和加勒比集團選舉結果 |
| ---------------------------- | ---------------------------- |
| 候選國                       | 第一輪                       |
| 墨西哥                       | 187                          |
| 棄權                         | 5                            |
| 所需的多數票                 | 125                          |

墨西哥以壓倒性多數票取得拉丁美洲和加勒比集團的席次，這是該國自2009－2010年以來首次在安理會取得席次，亦是其第5次擔任安理會非常任理事國。墨西哥總統羅培茲·歐布拉多承諾將會利用該席次促進和平的合作，避免和大國加強軍事合作。外交部長馬塞洛·厄伯拉特也在推特上推文表示「這是全世界對我國的高度認可」。

### 西歐和其他國家集團
| 西歐和其他國家集團 | 西歐和其他國家集團 |
| ------------------ | ------------------ |
| 候選國             | 第一輪             |
| 挪威               | 130                |
| 爱尔兰             | 128                |
| 加拿大             | 108                |
| 棄權               | 1                  |
| 所需的多數票       | 128                |

挪威首相艾娜·瑟爾貝克和外交部長伊納·埃里克森·索雷德在挪威確定當選後均對此結果表示祝賀，瑟爾貝克稱挪威將與美國、俄羅斯和中華人民共和國保持良好關係；索雷德則表示「相信（他們）可以為聯合國做出一些貢獻」。反對黨領袖約納斯·加爾·斯特勒感謝現任政府接續了工黨政府時期開始的競選活動，並表示希望安理會更加注重預防衝突的發生，而非僅著重於衝突的應對。
愛爾蘭當選後，歐盟確定在安理會非常任理事國中擁有3個席次，時任愛爾蘭總理李歐·瓦拉德卡表示愛爾蘭將會利用該席次「推動我們所倡導的事項，和平與安全、解決衝突及和解、氣候變遷的減緩、永續發展和性別平等」。
加拿大總理賈斯汀·杜魯道表示此次的落選「為合作應對全球挑戰打開新的大門，建立了新的夥伴關係，亦提高了加拿大的國際地位」，反對黨領袖安德魯·熙爾則批評此次敗選是「賈斯汀·杜魯道在外交事務上的又一次失敗」，並指責他「為了個人的虛榮而出賣了加拿大的原則」。